# هندلی پیج همپدن
هندلی پیج همپدن (به انگلیسی: Handley Page Hampden) یک بمب‌افکن متوسط دو موتوره بریتانیایی است که در جریان جنگ جهانی دوم در نیروی هوایی بریتانیا و برخی متحدان آن خدمت کرد. از این هواگرد در اوایل جنگ برای بمیاران مواضع آلمان استفاده شد. با متوجه به منسوخ شدن آن، اواخر سال ۱۹۴۲ عموماً کنار گذاشته شد و با بمب‌افکن‌های سنگین چهار موتوره همچون آورو لانکاستر جایگزین گشت.

## تاریخچه عملیاتی
در جریان جنگ جهانی دوم، پانزده هواگرد همپدن شب ۱۳/۱۴ آوریل سال ۱۹۴۱ نخستین عملیات مین‌ریزی دریایی نیروی هوایی بریتانیا در جنگ را در خطوط آبی نزدیک سواحل دانمارک بین بندرهای آلمان و نروژ صورت دادند. روزهای بعد عملیات مین‌ریزی شبانه سواحل دانمارک توسط هواگردهای همپدن ادامه پیدا کرد.